# Law & Order: Los Angeles
Law & Order: Los Angeles is een Amerikaanse televisieserie. De serie is de zesde spin-off van het succesvolle misdaaddrama Law & Order. De serie speelt zich af in Los Angeles, waar er in de serie unieke moorden en misdaden worden gepleegd. Het team van het Los Angeles Police Department bestaat uit Lauren Gardner, Evelyn Price, Jonah Dekker, Ricardo Morales, Tomas Jaruszalski en Rex Winters.

## Geschiedenis
In de Verenigde Staten werd de serie vanaf september 2010 uitgezonden door NBC, in Nederland begon de serie in januari 2012 op RTL 8 en in Vlaanderen in februari 2011 op 2BE.
Op 13 januari 2011 maakte NBC bekend dat de hoofdrolspeler Skeet Ulrich maar ook Regina Hall en Megan Boone de serie verlieten.
Op 13 mei 2011 werd bekend dat NBC de serie na één seizoen zou beëindigen.

## Rolverdeling
- Skeet Ulrich, als Rex Winters
- Corey Stoll, als Tomas "TJ" Jaruszalski
- Rachel Ticotin, als Arleen Gonzales
- Alfred Molina, als Ricardo Morales
- Terrence Howard, als Jonah "Joe" Dekker
- Regina Hall, als Evelyn Price
- Megan Boone, als Lauren Stanton
- Peter Coyote, als Jerry Hardin

## Afleveringen
| Seizoen | Nr. | Uitzenddatum VS          | Uitzenddatum NL        |
| ------- | --- | ------------------------ | ---------------------- |
| 1       | 22  | 29 september 2010 - 2011 | 17 januari 2011 - 2011 |